# Gare d'Astana
La gare d'Astana est une gare ferroviaire du Kazakhstan, elle est située à proximité du centre de la ville de Astana, la capitale du pays.

### Accueil

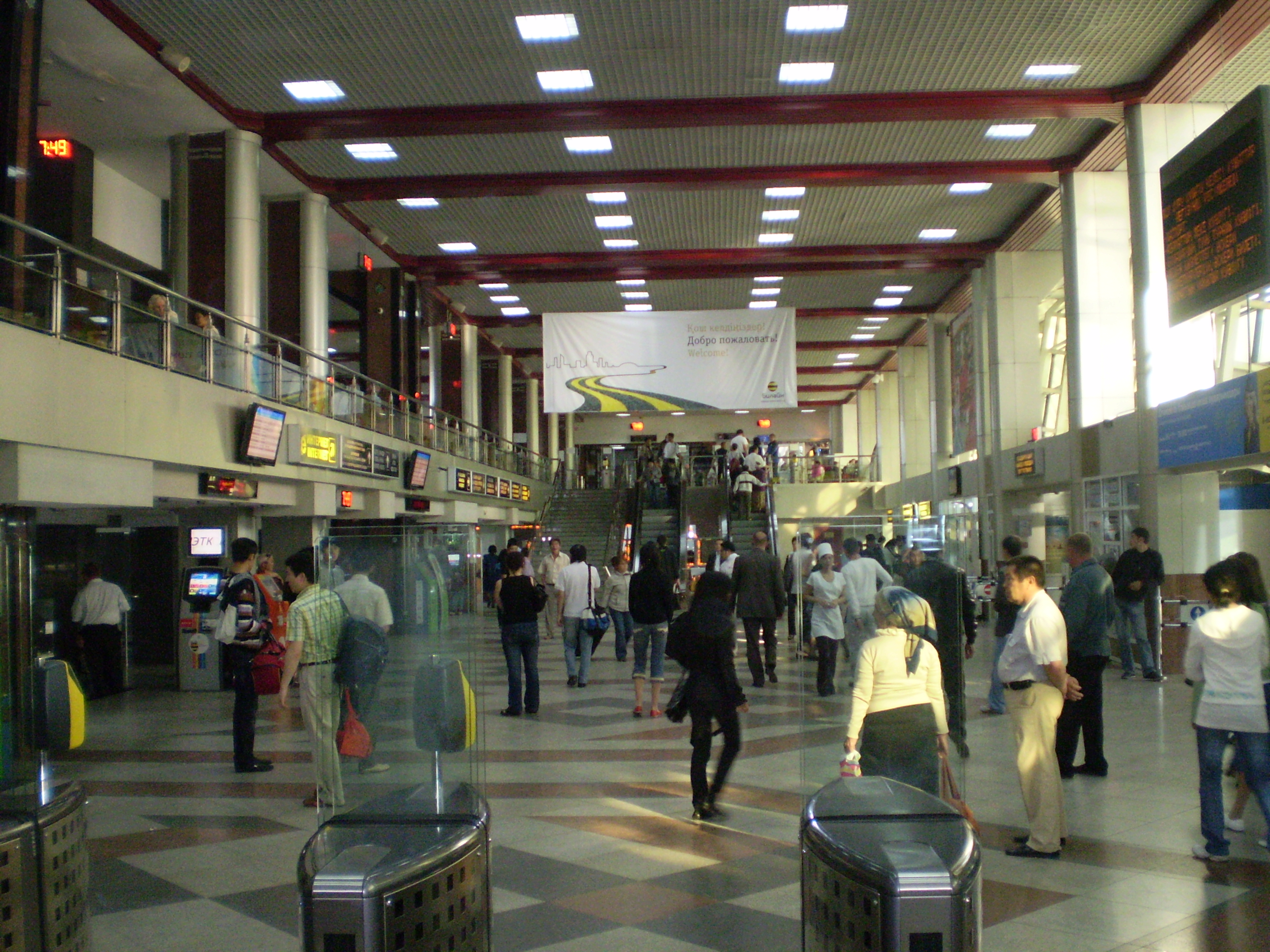
Le hall de la gare

## Service des voyageurs

### Desserte
Astana est une plaque tournante du transport ferroviaire. Elle a des liaisons internationales vers Moscou, Saint-Pétersbourg, Novokouznetsk, Omsk, Bichkek, Tachkent, Kiev et Urumqi et des liaisons nationales avec Petropavlovsk, Almaty, Tachkent, Kostanaï, Pavlodar, Aktioubé, Karaganda et Kokchetaou.

## Galerie de photographies

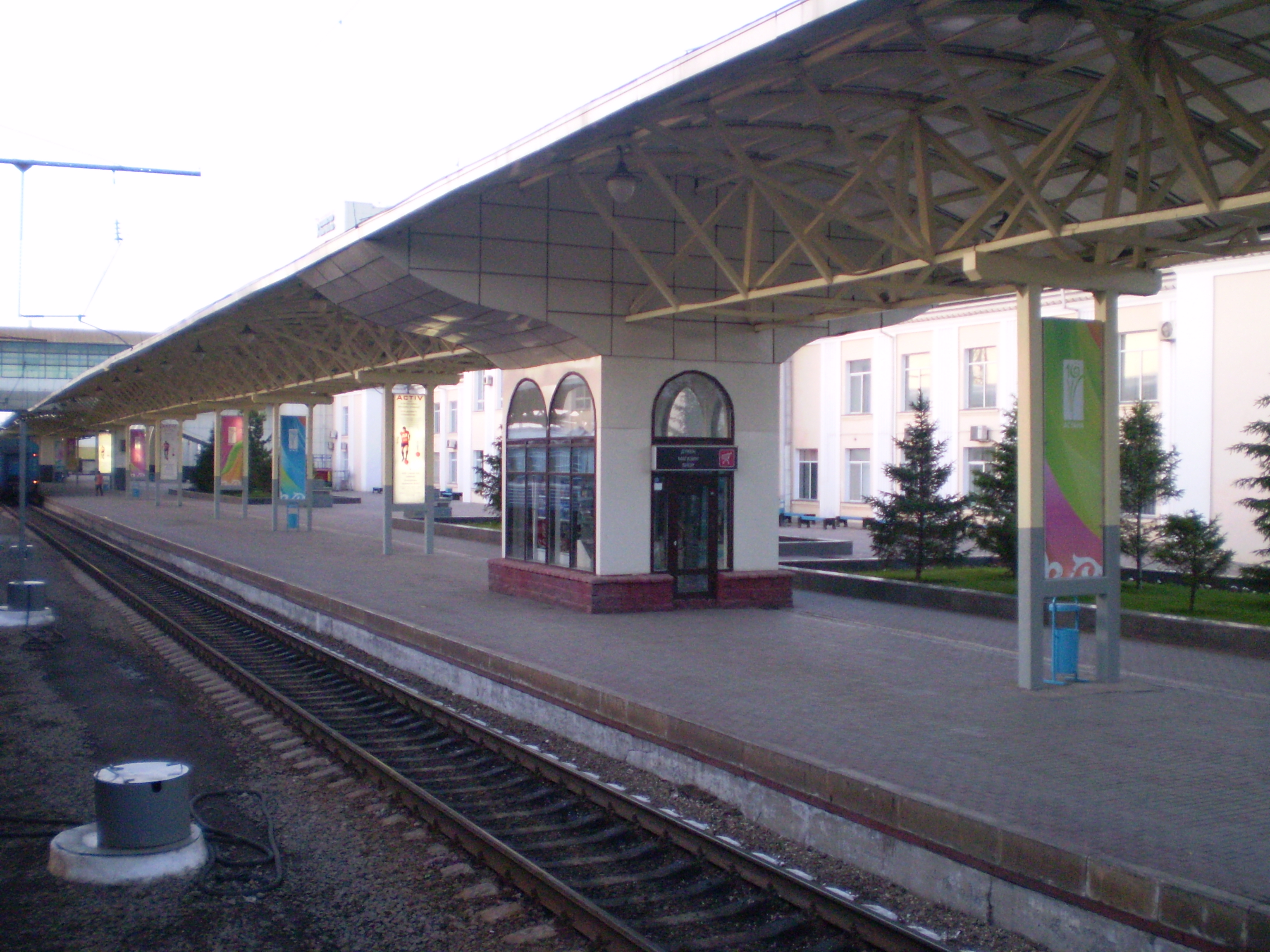
Un quai.
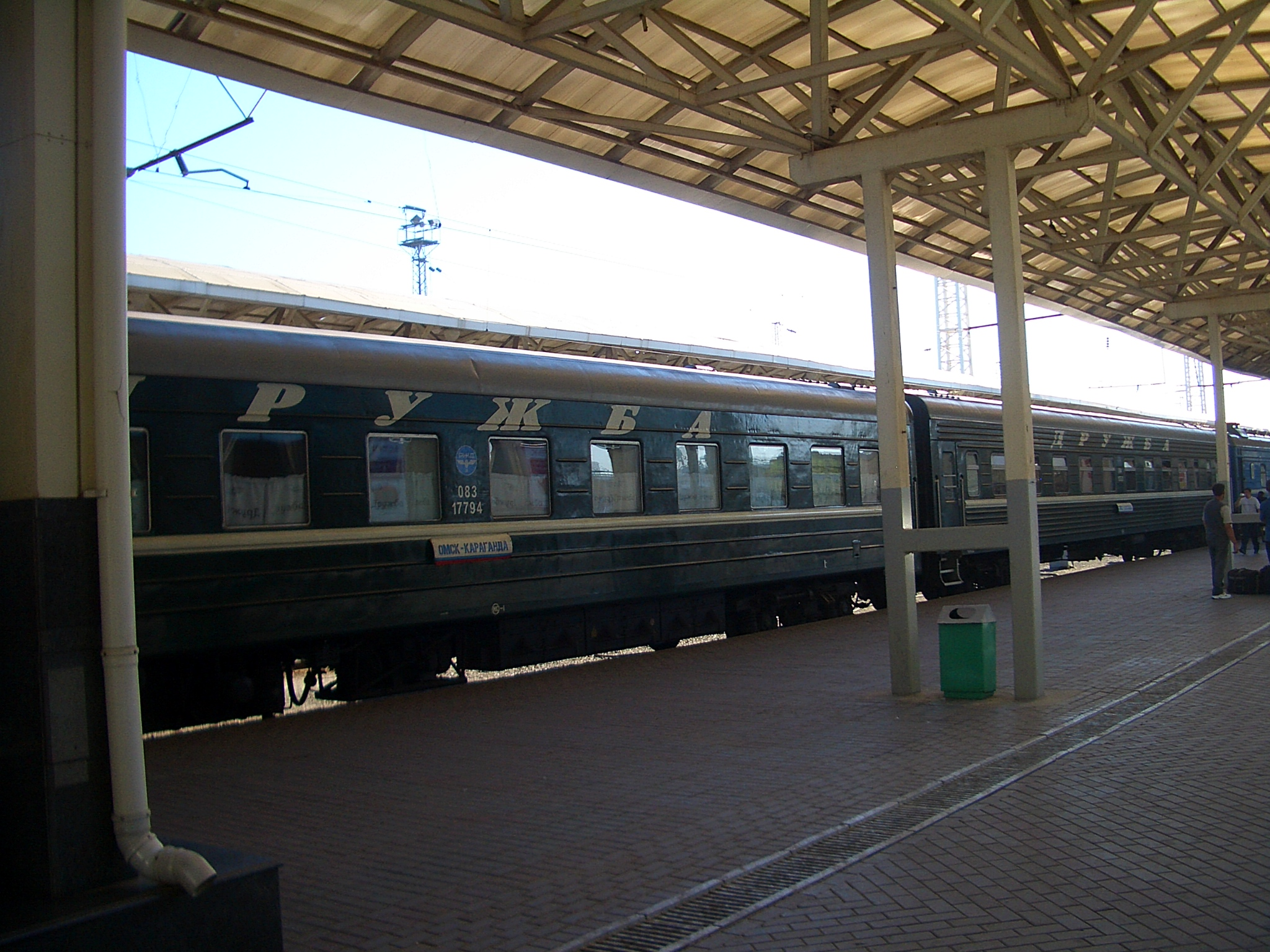
Le train Russe "Druzhba", Omsk-Karaganda à Astana.
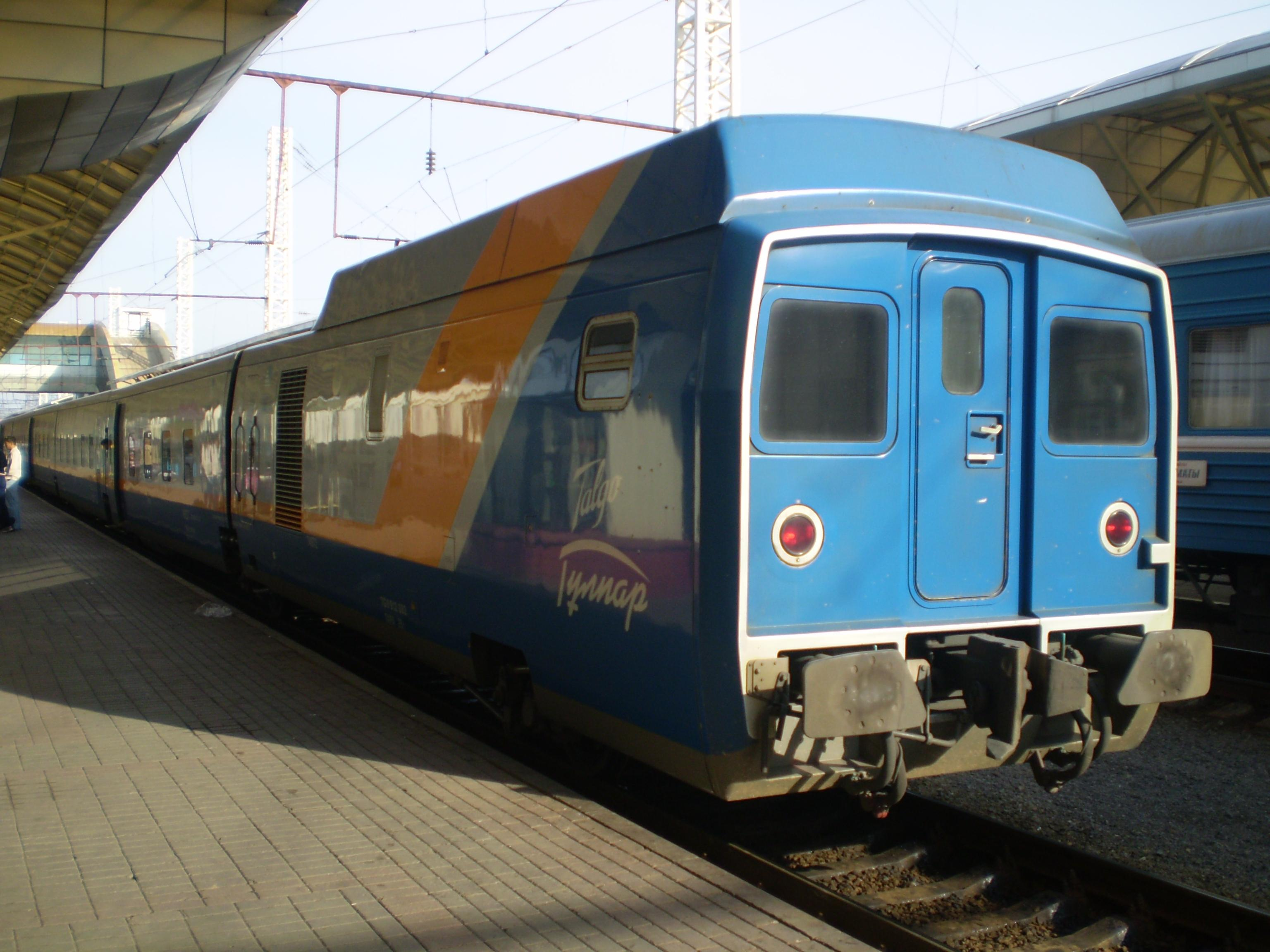
Le Talgo 200 Tulpar à Astana.